# Niquelina (liga metálica)
Niquelina é uma liga de 67%Cu (Cobre), 30-31%Ni (Níquel) e 25-3%Mn (Manganês), utilizada na fabricação de fios para resistências elétricas.
Sua resistividade é de 0,40Ω.mm2/m, a uma temperatura de 20°C.